# 苏阳乡
苏阳乡，是中华人民共和国河北省石家庄市元氏县下辖的一个乡镇级行政单位。

## 行政区划
苏阳乡下辖以下地区：
车汪沟村、上庄村、南白楼村、郭北村、纸屯村、李家庄村、西城角村、何家沟村、北苏阳村、武庄村、东城角村、南苏阳村、东苏阳村和沟北村。